# Револьвер New Nambu M60
New Nambu M60 — поліцейський револьвер під набій .38 Special, в основі якого лежить револьвер типу Smith & Wesson. Загалом з 1961 було вироблено 133 400 револьверів. Це стандартна зброя поліції Японії. Існує також спортивний варіант під назвою New Nambu M60 Sakura, що відрізняється більшою довжиною ствола, але він залишився прототипом.